# 鍾景閣
鍾景閣（しょうけいかく）は宮城県仙台市太白区にある明治後期の建造物。2階建ての建物で会席料理店として使用されている。仙台市指定有形文化財。

## 概要
建物は仙台市若林区一本杉に1904年（明治37年）から1905年（明治38年）にかけて伊達氏の私邸として建築されたものである。「一本杉邸」または「仙台邸」とも呼ばれた。
1952年（昭和27年）に聖ウルスラ学院に譲渡されたが、1980年（昭和55年）に仙台市に無償で寄付され解体保存されていた。
仙台市は太白区に勤労者保養施設として茂庭荘を開設していたが、1985年（昭和60年）に茂庭荘の敷地内に鍾景閣が復原再築された。
市民が利用する施設となることから、聖ウルスラ学院に売却された際に瑞巌寺に移され保存されていた伊達吉村筆の扁額にあった「鍾景閣」の3字が、伊達氏ゆかりの建物であるとして採用され「鍾景閣」という名になった。この扁額自体は伊達吉村が仙台ではなく参勤在府中に江戸の品川上屋敷で書いたもので扁額の用途はよく分かっておらず、戦中戦後の混乱期に仙台の伊達家に送られたものとされる。
2007年（平成19年）に太白区で仕出し業などを展開する金魂（きんこん）が引き継いだ。旧伊達伯爵邸「鍾景閣」として会席料理店になっている。

## 建築
木造平屋一部二階建てで瓦葺き。大名屋敷によく似た構造や配置の明治後期の和風建築である。設計は山添喜三郎。
敷地内には仙台市指定の名木の鍾景の松（通称臥竜松）がある。